# BSFOCS
Черноморская волоконно-оптическая кабельная система (BSFOCS) — это 1,300 км подводная кабельная телекоммуникационная система, связывающая три страны в акватории Черного моря. Она была введена в эксплуатацию в сентябре 2001 года и имеет общую пропускную способность 20 Гбит/с по двум парам волокон.
Она имеет три точки приземления:
1. Варна, Болгария
2. Одесса, Украина
3. Новороссийск, Россия